# 克雷沃耶湖

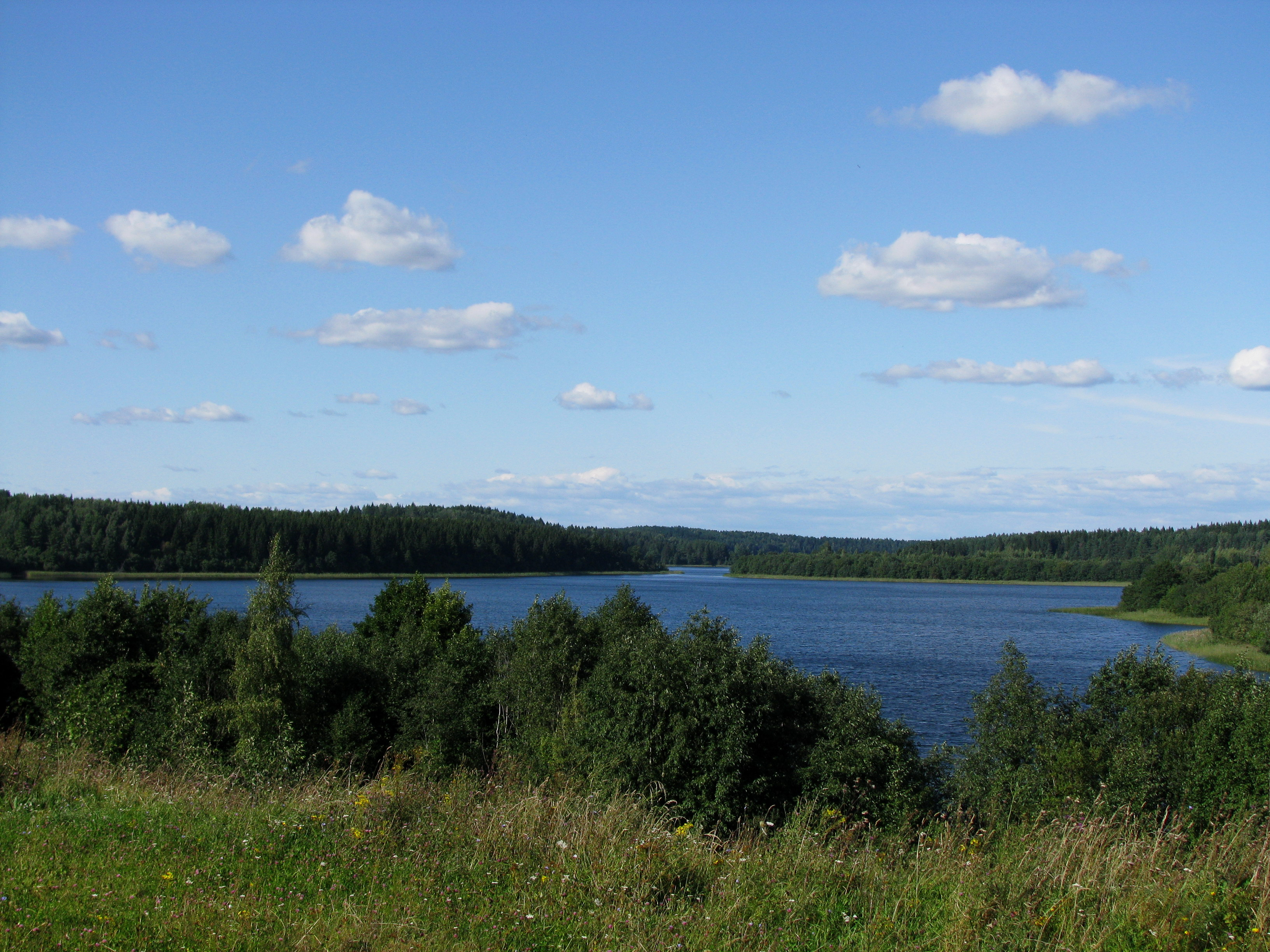
克雷沃耶湖

克雷沃耶湖（白俄羅斯語：Крывое）是白俄羅斯的湖泊，位於烏沙奇以東25公里，由維捷布斯克州負責管轄，長6公里、寬1.1公里，面積4.5平方公里，集水區面積65.4平方公里，湖岸線長度21公里，最大水深31.5米。